# Вивенца, Витторина
Витторина Вивенца (в замужестве — Девоти; итал. Vittorina Vivenza (Devoti); 6 июня 1912, Виллальба, Сицилия — 3 апреля 2007, Аоста) — итальянская легкоатлетка-универсал. Участница летних Олимпийских игр 1928 года.

## Биография
Витторина Вивенца родилась 6 июня 1912 года в итальянской коммуне Виллальба.
В юности соревновалась в плавании, лыжных гонках, конькобежном спорте и фехтовании, однако в 14-летнем возрасте стала заниматься бегом и переключилась на лёгкую атлетику.
Выступала в легкоатлетических соревнованиях за королевское гимнастическое общество Турина. Четырежды становилась чемпионкой Италии — один раз в прыжках в длину (1927), трижды в метании диска (1928—1930). 
Пять раз устанавливала рекорды страны: один раз в толкании ядра в 1927 году (9,17 метра), четырежды в метании диска в 1928—1929 годах (от 32,64 до 35,38).
В 1927—1930 годах четырежды выступала за сборную Италии.
В 1928 году вошла в состав сборной Италии на летних Олимпийских играх в Амстердаме. В эстафете 4х100 метров итальянская команда, за которую также выступали Луиджия Бонфанти, Джаннина Маркини и Дерна Полаццо, в полуфинале заняла 3-е место, в финале — последнее, 6-е место с результатом 53,6, уступив 5,2 секунды завоевавшей золото с мировым рекордом сборной Канады.
В 1930 году завоевала бронзовую медаль Всемирных женских игр в Праге в метании диска (35,23).
За карьеру завоевала 102 медали, которые затем передала государству.
Умерла 3 апреля 2007 года в итальянском городе Аоста.

## Личный рекорд
- Бег на 100 метров — 13,8 (1927)[1]

## Семья
В браке родила девять детей. Также у неё было 14 внуков и 16 правнуков.